# توموهیرو هاسومی
توموهیرو هاسومی (انگلیسی: Tomohiro Hasumi؛ زادهٔ ۶ ژوئن ۱۹۷۲) بازیکن فوتبال اهل ژاپن است.
از باشگاه‌هایی که در آن بازی کرده‌است می‌توان به باشگاه فوتبال توکیو وردی، باشگاه فوتبال کاوازاکی فرونتال، و باشگاه فوتبال توکیو اشاره کرد.